# Langue étrangère (film)
Pour l’article homonyme, voir Langue étrangère.
Pour plus de détails, voir Fiche technique et Distribution.
Langue étrangère est un film germano-franco-belge réalisé par Claire Burger et sorti en 2024.

## Synopsis
Fanny, une lycéenne française de dix-sept ans, part en Allemagne dans le cadre d'un échange linguistique. À Leipzig, elle rencontre sa correspondante Lena, qui a le même âge qu'elle et qui souhaite s'engager dans l'activisme politique. Pour impressionner Lena, Fanny, plutôt timide et renfermée, s'invente une vie différente mais se retrouve rapidement piégée dans ses mensonges.

## Fiche technique
Sauf indication contraire, les informations mentionnées dans cette section peuvent être confirmées par la base de données cinématographiques IMDb,  présente dans la section « Liens externes ».
- Titre français : Langue étrangère
- Réalisation : Claire Burger
- Scénario : Claire Burger et Léa Mysius
- Musique : Rebeka Warrior
- Décors : Pascale Consigny
- Costumes : Isabelle Pannetier
- Maquillage : Dorothea Widiermann, Anett Weber
- Photographie : Julien Poupard
- Son :Julien Sicart
- Montage : Frédéric Baillehaiche
- Production : Marie-Ange Luciani, Gerhard Meixner, Roman Paul, Christiane Sommer, Delphine Tomson, Jean-Pierre Dardenne, Luc Dardenne
- Sociétés de production : Les Films de Pierre, Razor Film Produktion, Les Films du Fleuve, Arte France Cinéma et MDR/Arte, en association avec les SOFICA Cinécap 8 et Cofinova 20
- Pays de production :  France,  Belgique,  Allemagne
- Format : Couleurs
- Langues originales : français, allemand, anglais
- Genre : drame
- Durée : 105 minutes
- Dates de sortie :
  - Allemagne : 19 février 2024 (Berlinale)
  - France : 11 septembre 2024

## Distribution
- Lilith Grasmug : Fanny
- Josefa Heinsius : Lena
- Chiara Mastroianni : Antonia, la mère de Fanny
- Nina Hoss : Susanne, la mère de Lena
- Jalal Altawil : Anthar
- Jakob Diehl : Tobias
- Hermann Beyer : le grand-père de Lena
- Christina Rockstroh : la grand-mère de Lena
- Christiane Liebau  : la professeure de français à Leipzig
- Samuel Theis : le professeur allemand à Strasbourg

## Production
Le film a été tourné en partie dans la gare de Strasbourg. ainsi qu'à Leipzig.

## Point de vue de la réalisatrice
L'entretien sur France Culture avec Antoine Guillot, dans « Plan Large » du 14 septembre 2024, a donné la parole à Claire Burger. Voici, sommairement résumé, en quoi a consisté cet entretien.
Ce sujet « Langue étrangère » évoque la possibilité de trouver aujourd'hui un moyen de dialoguer au delà des frontières, ici entre deux jeunes femmes, et le film montre que l'on n'est pas toujours totalement compris, non seulement à l'étranger mais même chez soi. L'expérience de la communication en langues étrangères montre les différentes façon de voir les choses, en particulier le genre des mots : le mot qui désigne la même chose pouvant passer, d'une langue à l'autre, du féminin au masculin. Et ce n'est qu'un exemple. Ces différentes façon de voir sont autant de points de vue, et la question du point de vue est essentielle aujourd'hui où l'on se heurte à des questions de « croyance », où il est partout question de « vérité », voire de « post-vérité ». C'est d'autant plus important qu'actuellement on a tendance à se refermer chacun sur soi, sur sa subjectivité. Le film montre que « l'on pourrait se nourrir beaucoup plus de ce que l'autre amène » et qu'« on peut s'enrichir de l'autre et de ses différences ». Il suffit, par exemple, de sortir de sa famille. Claire Burger voit, d'ailleurs, cette famille comme la première cellule politique, car « c'est là où quelqu'un s'invente une autorité, fixe des règles ». Sortir de sa famille, quitter ce foyer, aller à l'étranger, c'est une expérience qui nous fait grandir, qui nous permet de penser qu'il y a d'autres possibles, voire se réinventer, ailleurs.
À propos du choix des villes de Strasbourg [où se trouve le Parlement européen et une partie du film] et Leipzig, à propos de laquelle Claire Burger en profite pour revenir sur la question du point de vue politique sur les évènements passés, en particulier sur la chute du mur de Berlin qui a conduit à la réunification allemande et l'instant initial des « manifestations du lundi », sur une certaine place de Leipzig, pour le droit à se déplacer librement en Europe. Dans le film cet évènement est mis en perspective avec l'évolution politique des populations : Strasbourg comme Leipzig sont devenus des îlots de Gauche dans des régions qui donnent une place grandissante à l'Extrême-droite. La recherche de l'engagement pour ces jeunes femmes est donc crucial, en sortant radicalement du cadre familial, toutes les deux.
Sur la question de l'amour entre ces jeunes, Claire Burger souhaitait accompagner le mouvement qui traverse cette génération, même si ce n'est pas dans toute la jeunesse. Dans son rapport au désir, cette génération se permet de rendre des choses possibles - comme être fluide dans son genre - sans que ce soit jamais problématique. Que ça puisse exister comme une chose normale. Dans le film, la musique de Rebeka Warrior a « réussi à trouver la langue, non-verbale, de ce qui se passait entre ces deux jeunes femmes. Une langue qui a des accents de gothique, techno et cold-wave à l'allemande. » En faisant tous ces choix la réalisatrice essaie, dans toutes ses réalisations, de parler des gens quels qu'ils soient, même des gens pauvres, et de leurs sentiments, de leurs émotions. Pour son cinéma , sentimental, la musique est donc primordiale.
La lumière aussi joue un rôle capital dans ce film. Le travail avec Julien Poupard, le chef-opérateur, a consisté à trouver la bonne lumière, les bonnes couleurs pour parler de cette jeunesse et de sa puissance d'innovation alors que le film parle parfois de sujets angoissants. Tous deux ont donc cherché quelque chose de coloré, de lumineux. Ils ont ainsi travaillé sur l'iridescence. Pour elle, l'« iridescence fait écho à cette idée de « Qu'est-ce qu'une vérité ? Qu'est-ce qu'une subjectivité ? Qu'est-ce qu'un point de vue ? ». Puisque c'est un film qui essaie de parler de la question de la perception, et de la question de la vérité », à l'ère de la vérité et de la post-vérité mais où le mensonge peut s'avérer, aussi, révélateur d'une vérité cachée.

## Distinctions

### Sélection
- Berlinale 2024 : sélection officielle, en compétition[4]